# Clemens Kalischer

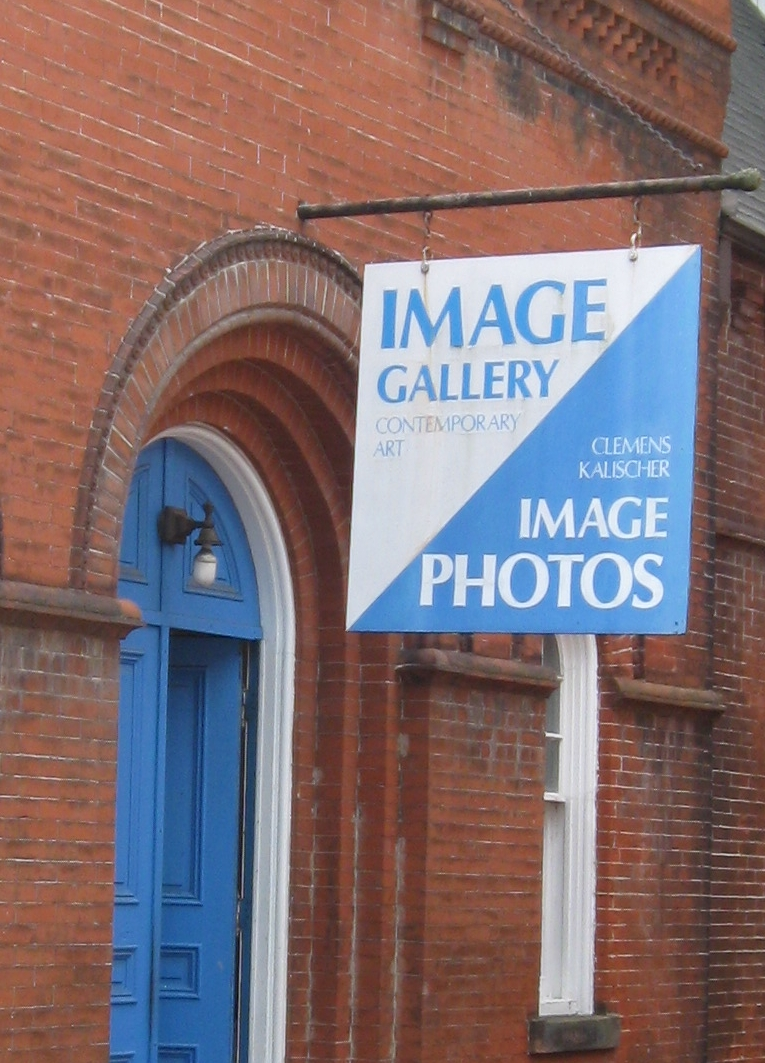
Die von Clemens Kalischer gegründete Galerie in Stockbridge, Massachusetts

Clemens Kalischer (* 30. März 1921 in Lindau; † 9. Juni 2018 in Lenox, Massachusetts) war ein amerikanischer Fotograf deutscher Herkunft.

## Leben und Werk
Der Sohn des Kinderpsychologen Hans Kalischer verbrachte die Kindheit in Nordhausen am Harz. 1930 zog die jüdische Familie nach Berlin-Reinickendorf in die Weiße Stadt. 1933 emigrierte er nach Frankreich, ging dort zur Schule, war ab 1939 in mehreren Lagern interniert. Die Familie konnte 1942 mit Hilfe einer Hilfsorganisation von Eleanor Roosevelt über Marokko in die USA flüchten. Von 1944 bis 1946 studierte Kalischer Kunst an der Cooper Union School in Manhattan. Seit 1951 lebte er in Stockbridge (Massachusetts). 1956 heiratete er Angela Wottitz, sie hatten zwei Töchter.
Clemens Kalischers Karriere begann mit Arbeiten für die New York Times, Newsweek, Boston Globe Magazine und das TIME Magazine. Bekannt wurde er durch seine Beteiligung an der Ausstellung The Family of Man im Museum of Modern Art in New York im Jahr 1955.
Seine Arbeiten wurden in Deutschland in folgenden Ausstellungen gezeigt: Galerie argus fotokunst, Berlin (1998, 2002, 2006 und 2011), Willy-Brandt-Haus (Berlin 2002), Altonaer Museum (Hamburg 2002), Städtisches Kunstmuseum (Singen 2009), KZ-Gedenkstätte Mittelbau Dora (Nordhausen 2011), Auswandererhaus Bremerhaven 2014.

## Sammlungen
- Library of Congress, Washington D.C.
- Museum of Modern Art, Metropolitan Museum of Art, Museum of Jewish Heritage und International Center of Photography, New York
- Diaspora Museum, Tel Aviv
- Bayerisches Landesmuseum, München

## Publikationen
- "Clemens Kalischer. New York - Photographien 1947-1959", 2000 (herausgegeben von Sylvia Böhmer) ISBN 3929203294
- "Clemens Kalischer", Verlag Hatje Cantz, 2002 (herausgegeben von Norbert Bunge und Denis Brudna) ISBN 3775711295